# Iolu Abil
Iolu Johnson Abil (Tanna, 17 febbraio 1942) è un politico vanuatuano, Presidente di Vanuatu dal 2 settembre 2009 al 2 settembre 2014.

## Biografia
Nato nel 1942 nell'isola di Tanna (nella provincia meridionale di Tafea) ha il titolo di Yaniniko, ovvero portavoce capo dell'isola di Tanna grazie alla sua discendenza dal nonno, Joe Yautin, che era uno Yaramara (capo) di Tanna.
Dopo aver fatto parte del British National Service a partire dal 1964 come ispettore, partecipa ad alcuni corsi di addestramento sullo sviluppo e si specializza in amministrazione e management all'Università del Pacifico del Sud a Suva, nelle isole Figi.
In seguito alla formazione del primo governo indipendente di Walter Lini, assume la carica di primo segretario al ministero del Territorio.
Nel novembre 2004 viene nominato Ombudsman ad interim di Vanuatu, carica che ricopre fino all'aprile dell'anno dopo quando il presidente Kalkot Mataskelekele lo sostituisce con Peter Taurakoto.
Il 2 settembre 2009 Abil viene eletto dopo tre scrutini Presidente di Vanuatu.